# Dynevo
Die Dynevo GmbH (Dynamic Evolution) war eine hundertprozentige Tochtergesellschaft der Bayer Business Services GmbH. Bei der BBS stellt sie ab 2008 das Geschäftsfeld Media Solutions. Die Dynevo GmbH stellte offiziell im Dezember 2011 ihren Geschäftsbetrieb ein und wurde aufgelöst. In Teilen wurde das operative Geschäft von der zur arvato gehörenden Medienfabrik und dem Kölner Druck- und Versandspezialisten POSTFACTORY übernommen.
Gegründet wurde die Dynevo 2001 im Rahmen der Neuausrichtung des Bayer Konzerns. In ihr wurde diverse Bereiche zusammengeführt wie z. B. die Farbmusterkarten Druckerei, das Werbemittellager und Teile der Informationsdienste.
Die Dynevo verstand sich als Medienunternehmen, welches werbliche und prozessorientierte Medienkommunikation betreibt. Das Produktportfolio des Unternehmens gliederte sich in folgende drei verschiedenen Bereichen auf: Communication Solutions, Print Solutions und Document Solutions.
Die Dynevo war außer in Leverkusen auch in Monheim am Rhein und Berlin vertreten.